# Dagmar Šubrtová
Dagmar Šubrtová (* 5. března 1973 Duchcov) je česká sochařka a kurátorka.

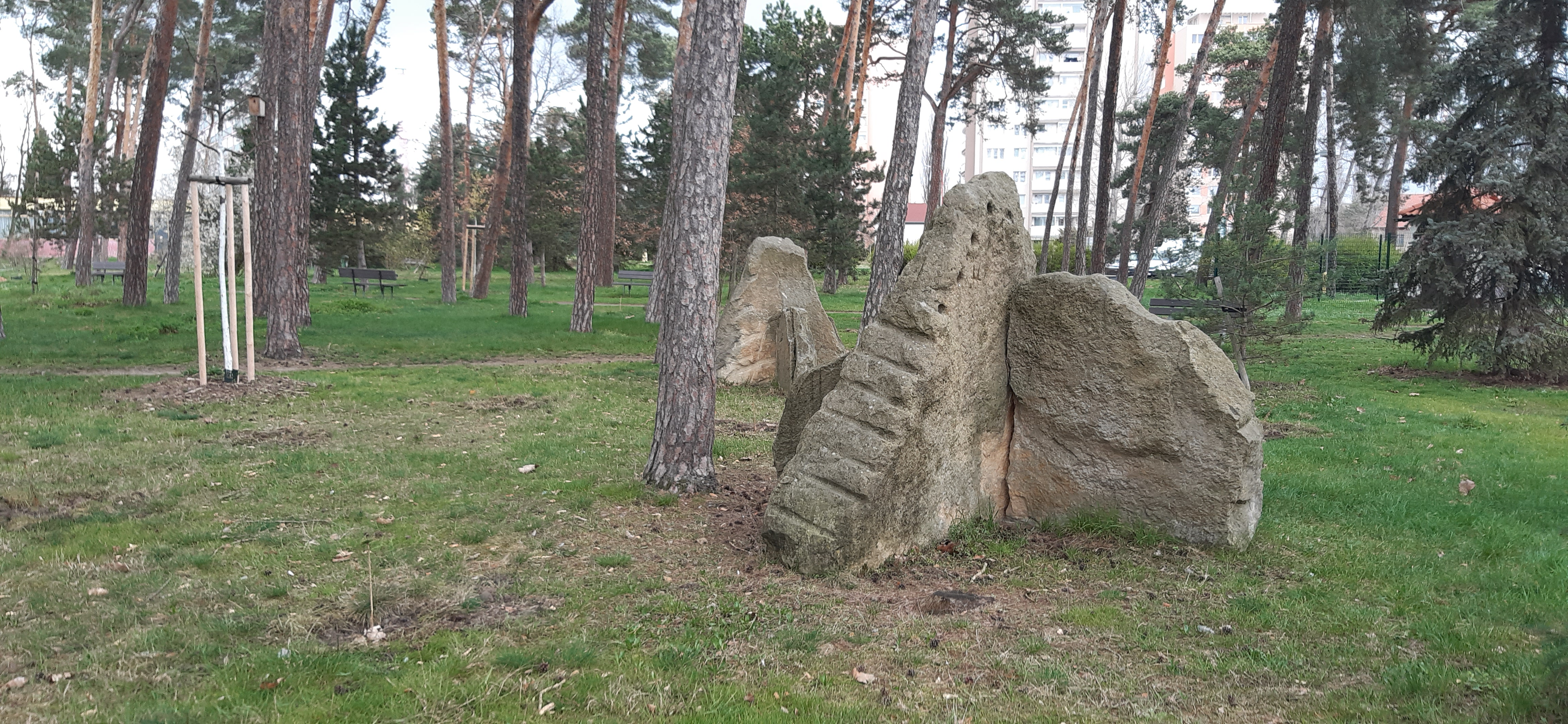
Sochy v parku, Neratovice

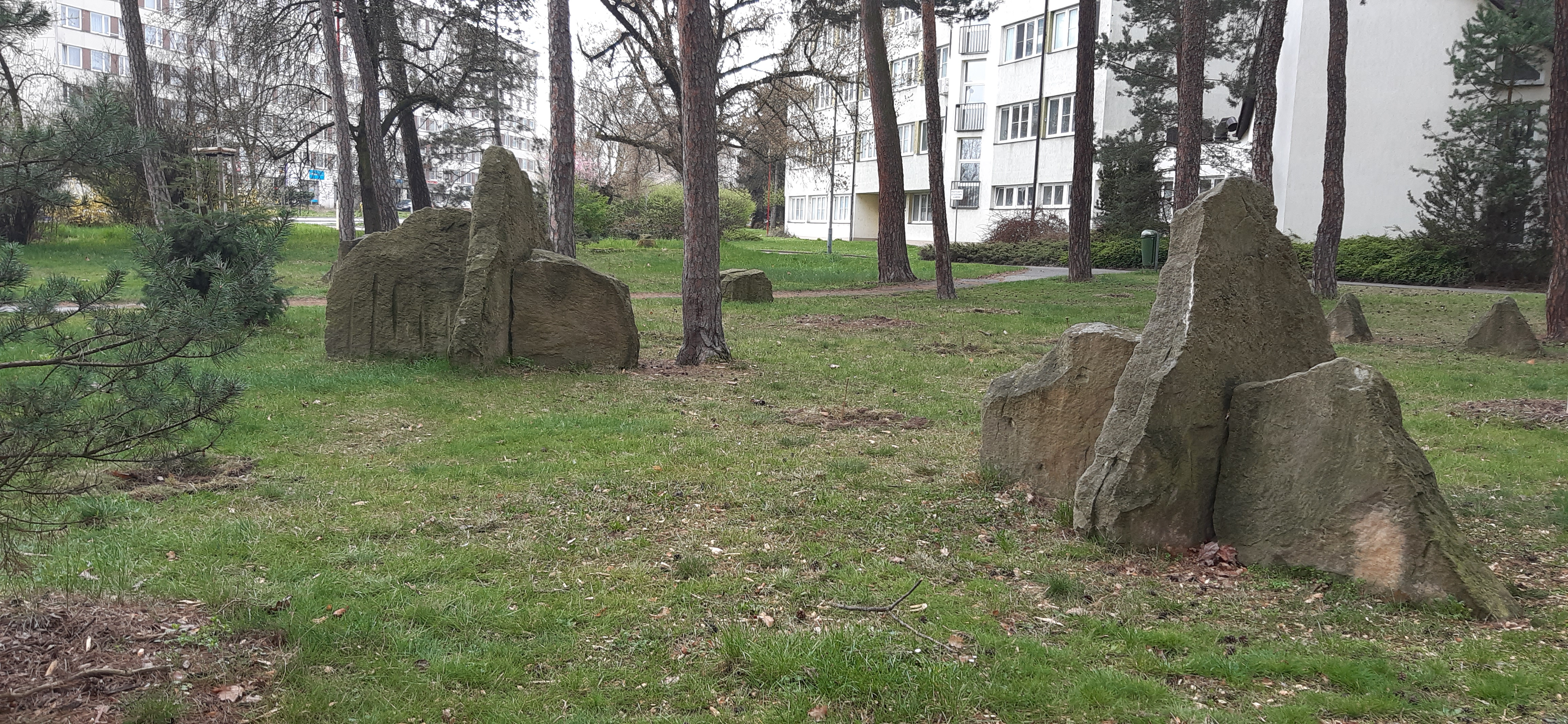
Sochy v parku v Neratovicích

## Život
Narodila se v Duchcově. V letech 1987–1991 studovala Střední uměleckoprůmyslovou školu sklářskou v Kamenickém Šenově, v letech 1991–1993 Střední grafickou školu Václava Hollara v Praze, ateliér designu.
Další studia absolvovala ve Výtvarném institutu Univerzity J. E. Purkyně v Ústí nad Labem (ateliér skla) v letech 1993–1994 a v letech 1994–2000 Vysokou školu uměleckoprůmyslovou v Praze (ateliér sochařství u prof. Kurta Gebauera). V roce 1999 studovala na Makslas akademijas Latvija v Rize (Lotyšsko).
V roce 2001 byla na studijním pobytu v litevském městě Palanga, v témže roce získala stipendium v Centru současného umění v Praze na realizaci sochařského projektu Sochy v parku v Neratovicích.
Žije v Kladně, kde se podílí na organizování kulturního života.
V letech 2000–2020 byla kurátorkou výstavní síně Ústavu makromolekulární chemie Akademie věd ČR v Praze, od roku 2002 působila několik let jako kurátorka při Hornickém skanzenu Mayrau ve Vinařicích u Kladna (součást Sládečkova vlastivědného muzea v Kladně). V letech 2003–2013 byla asistentkou prof. Kurta Gebauera v ateliéru sochařství na Vysoké škole uměleckoprůmyslové v Praze.
Zasazovala se o rozšíření rozhleden na Kladensku na bývalých těžních věžích, z nichž je dobrý rozhled do kraje: dolu Michal v Brandýsku nebo dolu Schoeller a těžní věž jámy bývalého dolu Nejedlý III v Libušíně.
Podílela se na vybudování a otevření naučné stezky Haldy Mayrau (NS Haldy Mayrau) v areálu Hornického skanzenu Mayrau s deseti zastaveními s informacemi o historii hald, etnologii a složení hald.
V části města Kladna Vrapice je vybudována Hornická naučná stezka dlouhá 7 km se 14 zastaveními. Na nich jsou vystaveny mj. dobové fotografie zaniklých jam a štol: trasa vede kolem výchozu uhelné sloje, několika bývalých hornických kolonií, uhelné vlečky z bývalých dolů do vlakové zastávky Kladno-Vrapice. Na této stezce zájemce provádí.
Archiv Hornického skanzenu Mayrau obohatila sběrem fotografií zaniklých dolů Barré, Ronna a Kübeck získaných v soukromých archivech bývalých horníků. Jsou trvale uloženy v archivu skanzenu.

Pečuje o odkaz a propaguje tvorbu kladenských výtvarnic Jitky a Květy Válových, jako kurátorka se podílela na přípravě výstav jejich prací, provází návštěvníky v domě sester Válových v Kladně. 

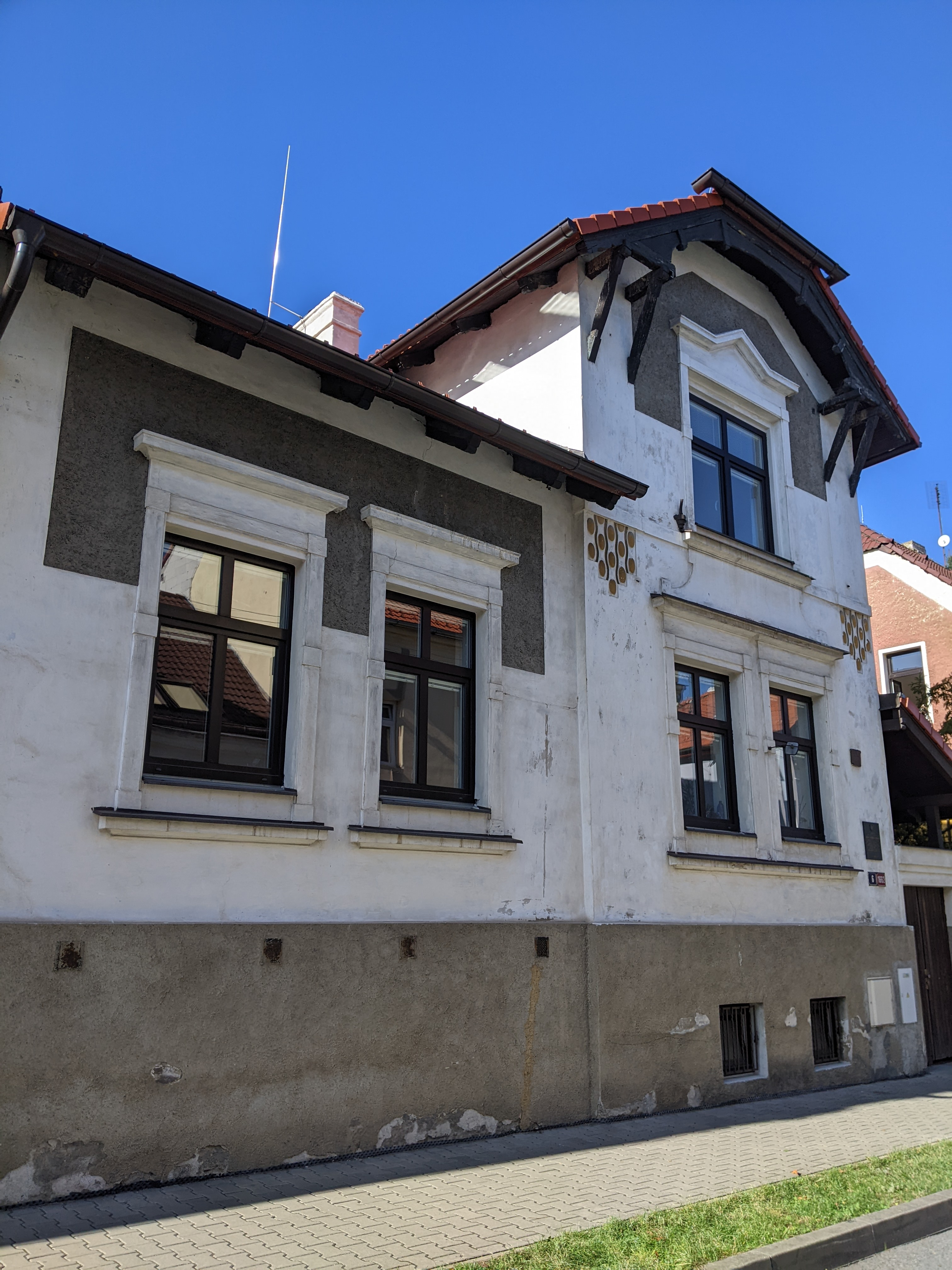
Dům Květy a Jitky Válových v Kladně

Podílela se na organizaci Mezinárodních bienále Industriální stopy uskutečněných v letech 2001–2009, při příležitosti IV. ročníku v roce 2007 spolupořádala mezioborovou konferenci Kladno minulé a budoucí.
Spolupracuje s Lidickou galerií Památníku (mj. v realizačním týmu Mezinárodní dětské výtvarné výstavy Lidice) a s Galerií kladenského zámku, kde se podílela na vytvoření expozice pracovny břevnovských opatů. Do expozice v Muzeu věžáků Kladno zhotovila modely domů a kopie sochařských děl.
Je spolu s Radoslavou Schmelzovou a Radkem Mikulášem autorkou knihy Průvodce: současná umělecká díla v krajině (Academia 2014).
Podílí se na pořádání workshopů a přednášek o důsledcích industrializace.
Byla členkou redakčního okruhu kulturní revue Kladno-Záporno, která vycházela v letech 2006–2012.

## Umělecká tvorba
Ve své volné tvorbě se věnuje sochařství ve veřejném prostoru, fotografii a site specific instalacím.
Dlouhodoběji se zajímá a rozvíjí téma postindustriální krajiny a vzájemné interakce mezi člověkem a jeho prostředím, sleduje proměny krajiny v důsledku industrializace. Jejím ústředním tématem jsou průmyslem zdevastovaná „území nikoho“, odvaly hlubinných dolů, krajina, industriální dědictví a ekologie. Autorka vede svou uměleckou tvorbou kreativní dialog s realitou přírodního i městského zanedbaného prostředí. Citlivým čtením v paměti konkrétních míst odkrývá silná témata, jež prostřednictvím širokého spektra materiálů i specifických technik zviditelňuje k našemu uvědomění. Její ekologicky tematizované poukazy na krajiny zdevastované civilizačním záborem současně odkazují k procesům makro i mikrokosmických hlubin existence.
Důležité jsou pro ni vrstvy paměti, transformativní procesuálnost, čas prostoru či mystérium osobní proměny.
Od roku 2015 se zabývá projektem Na pomezí samoty / Frontiers of solitude, který zkoumá aktuální otázky proměn krajiny a problematiku provázanosti postindustriální společnosti a přírody.

## Výstavy samostatné
2024
- Oblastní galerie Liberec Někdy z dálky doléhá vše (výstava inspirovaná proměnami, v nichž vůle přírody hraje důležitou roli katalyzátoru a reaguje na hyperinformovanost společnosti)[24][25]

2023
- Ústí nad Labem Galerie Emila Filly Zkouška ohněm (výstava reflektuje témata, kterým se autorka věnuje dlouhodobě: transformace hmoty, působení sil v materiální rovině, proměny krajiny po restrukturalizaci těžkého průmyslu, regenerace odvalů a hald po těžbě uhlí; zajímá ji především postindustriální Kladensko a okolí rodného Duchcova)[26]
- Praha Galerie Jilská Ze světla do tmy, ze tmy do světla (součást festivalu Take Care)[27][28]

2022

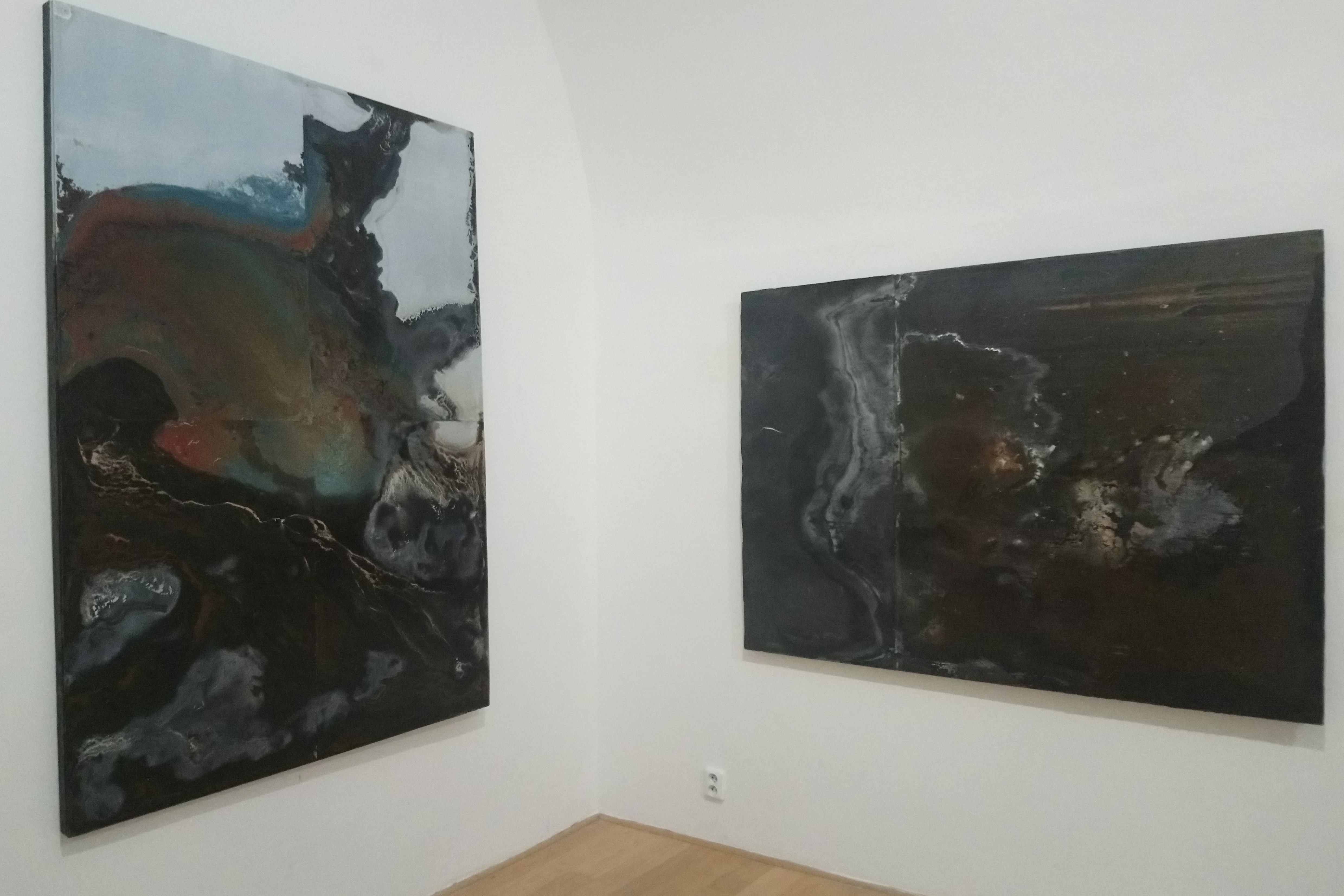
Výstava "Ze světla do tmy, ze tmy do světla" v Galerii Jilská 14 v Praze (13. 9. 2023 – 11. 11. 2023)

- Praha (A)void Gallery Voda (souborem velkoplošných obrazů a několika objektů v galerijním prostoru na náplavce Vltavy reflektuje přírodní procesy spojené s devastací krajiny zničené těžbou, současně ji zajímá schopnost regenerace přírody)
- Praha Pragovka Gallery, Díra ve stázi (v haldách, lagunách a odkalištích sochařka hledá a nachází svébytnou krásu a ponouká ji i k simulaci procesů v jejím ateliéru; lokality zkoumá s geologem Radkem Mikulášem)[29]

2021
- Trutnov Galerie Uffo Dočasné součásti (časem prostoru je označena proměna aktivní prostorové částice z podnětu prapůvodního zdroje, jenž se transformuje za přítomnosti vědomých příčin v nový dočasný element)[30]
- Žilina, Nová synagoga, Rekultivace[31]

2020
- Kutná Hora, Galerie Středočeského kraje (GASK) Stella Maris (název výstavy znamená v překladu hvězda mořská a pod barokní klenbou bývalé jezuitské koleje je metaforou zrcadlení vzdáleného univerza a skryté povahy Země; objekty ve tvaru pravidelných mnohoúhelníkových mís jsou mariánskou symbolikou hvězdy a vody)[32]
- Praha, Galerie AXA Čas prostoru (proměny zemského povrchu vlivem zásahů moderní civilizace)[33]
- Střítež u Poličky, Galerie Kabinet Chaos Axis Mundi/Osa světa (Axis Mundi symbolicky tvoří spojení několika sfér světa, v mytologii nazývaných podsvětní, zemská a nebeská; centrem instalace je model krystalu křišťálu představující pravidelně uspořádanou pevnou formu pokrytý ruční výšivkou hvězdného nebe na tmavém sametu).[34]

2019
- Libčice nad Vltavou, Arto.to galerie Uhelný mlýn Prach země (autorka vystavuje fragmenty železné konstrukce zbourané libčické kotelny, zrezavělá torza tvarem připomínají pahýly odumřelých stromů; některé exponáty vznikly z popela; součástí výstavy byla přednáška Jiřího Zemánka Jsme zrozeni z prachu hvězd)[35]

2018
- Dubá, Galerie Pošta Ultraprostory (umělkyně vystavuje obrazy věnované Nikolu Teslovi)[36]

- Praha, Studio (Galerie) Bubec Z ateliéru (práce industriální krajina bývalých dolů a brownfieldů vzniklé v kladenském ateliéru doplněné o skici a náčrty)[37]

2017
- Kladno, Galerie Za sklem Umbra Stín krajiny (simulace horizontu, hory nebo haldy; v okolí Kladna zbyly po dobývání uhlí haldy hlušiny, v každé z nich probíhají neviditelné procesy: halda prohořívá, materiál se sesedá, přijímá vodu a zarůstá travou a houbami)[38]
- Klenová, Galerie Klatovy / Klenová Rezidentka za Galerii Klatovy / Klenová: Dagmar Šubrtová[39]
- Liberec, Galerie DADS-Galerie die Aktualität des Schönen... Na okraji kruhu[40]

2011
- Kladno, Galerie České spořitelny Krajiny Kladenska (26 fotografií z kladenských hald)[9][41]

2009
- Praha, Ústav makromolekulární chemie Akademie věd ČR Tajný oheň[42][43]

2007
- Praha, Galerie Dooka Domácí výšivky[43]
- Ústí nad Labem, Galerie na chodbě Domácí výšivky[43]

2006
- Ústí nad Labem, Galerie na chodbě Domácí výšivky[43]

2004
- Litoměřice, Galerie ve dvoře Máj je lásky čas[43]

2002
- Pasov, (Německo) Producente gallery Mapy[43]

2001
- Pacov, kaple sv. Václava Výlet[43]

1998

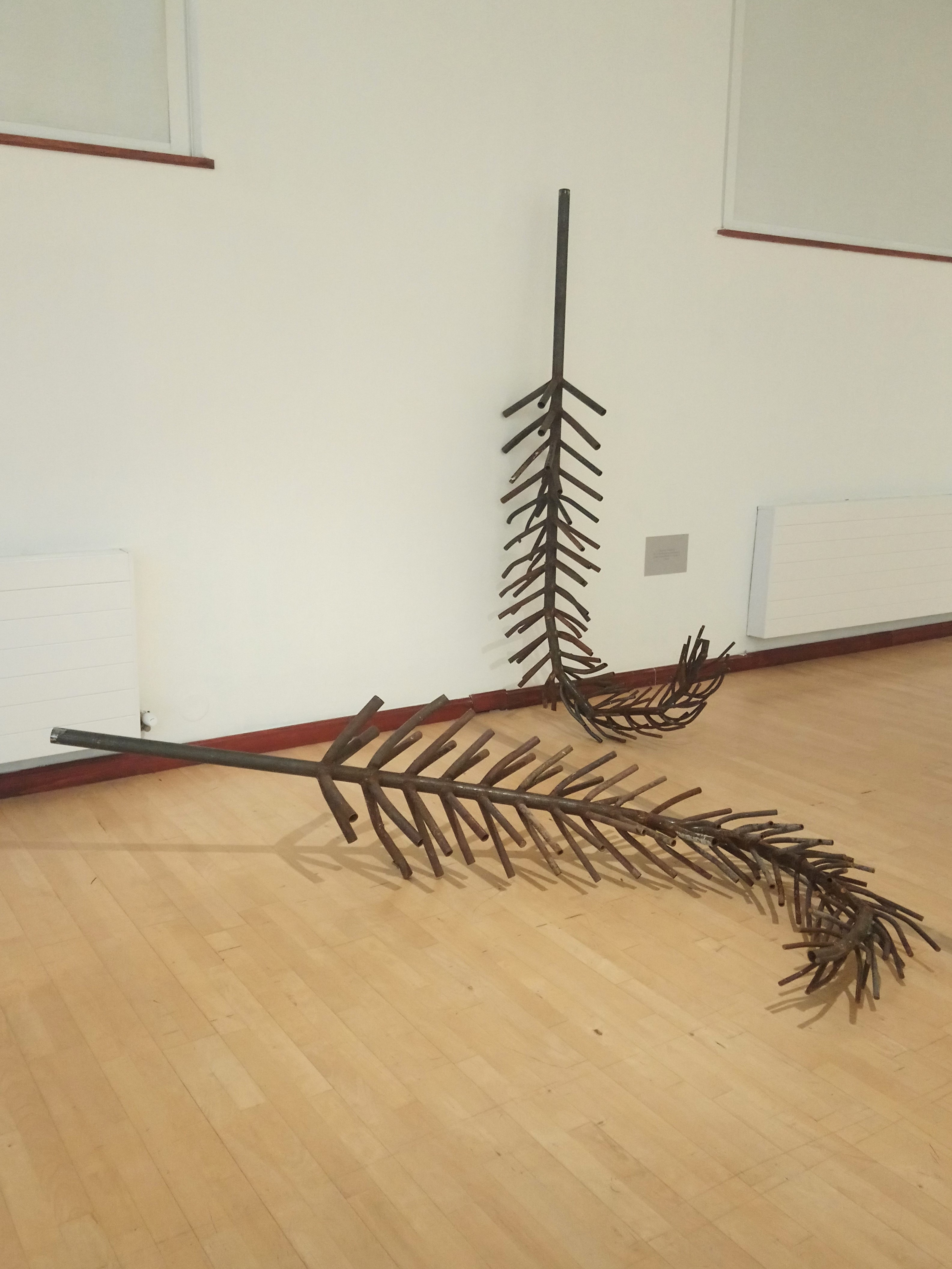
Stromky (Sežehnuto sluncem), z výstavy Myšlení obrazem v Galerii hlavního města Prahy v Městské knihovně (2019)

- Liberec, studentský klub HAD Světlo[43]

1992
- Duchcov, zámek, Kresby[43]

## Výstavy společné (výběr)
2024

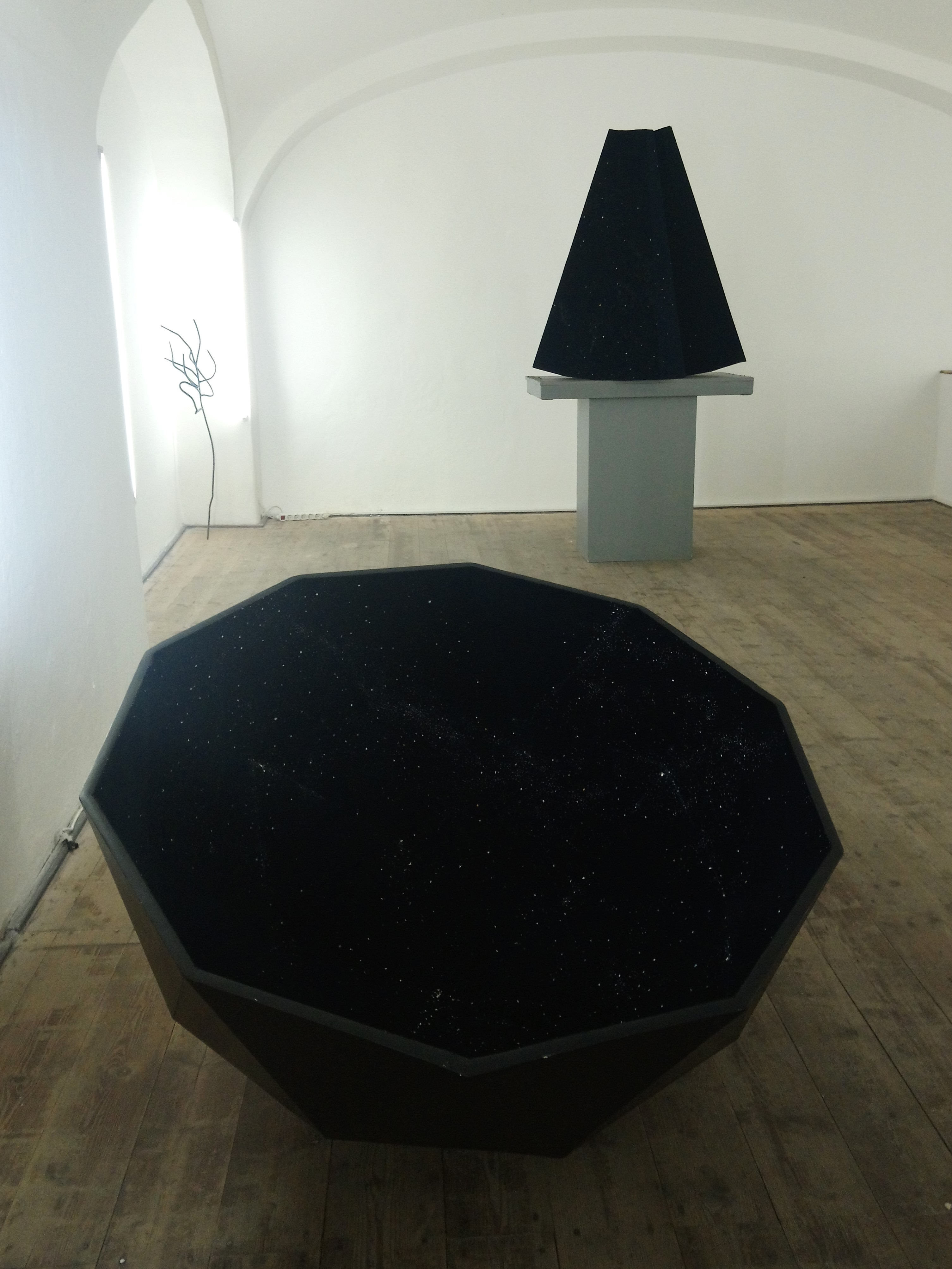
Výstava "Ze světla do tmy, ze tmy do světla"

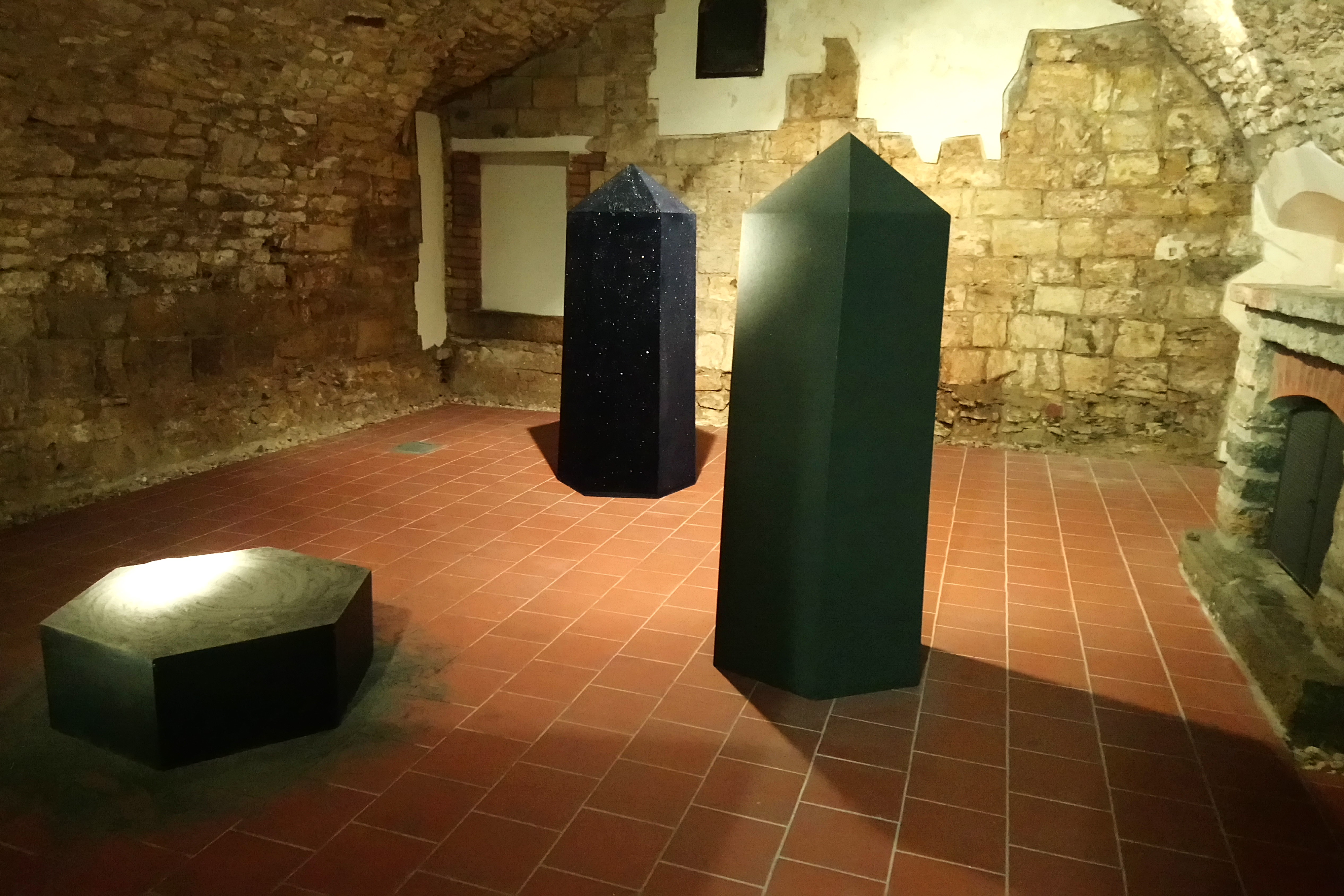
Výstava "Ze světla do tmy, ze tmy do světla"

- Libčice nad Vltavou, galerie Arto.to v Uhelném mlýně Kdyby nebylo (výstava rozvíjí vztahovou síť mezi umělkyněmi tří generací: Marií Jančovou, Ester Krumbachovou, Libuší Jarcovjákovou, Květou a Jitkou Válovými a Dagmar Šubrtovou)[44]
- Praha, Vysoká škola uměleckoprůmyslová Dům a zahrada / House a Garden (výstava věnovaná bývalému ateliéru Bohumila Kafky, tzv. Kafkárně)[45]

2023
- Praha, Galerie hlavního města Prahy Myšlení obrazem[46]
- Roudnice nad Labem, Galerie moderního umění Herakleitův princip/Sto let uhlí v českém umění (téma fosilní suroviny uhlí v českém umění v průběhu posledních sta let)[47]
- Praha, Galerie Václava Špály Seno, sláma, skládka (výstavu dvaceti českých místních i zahraničních umělců a umělkyň připravila Společnost Jindřicha Chalupeckého jako ohlédnutí za ikonickou realizací Zorky Ságlové v roce 1969 v rámci výstavy Někde něco)[48]
- Praha, Extrance Gallery Bouře a hvězdy. Kategorie vznešena a klimatická krize[49]
- Louny, Galerie Benedikta Rejta Voda (téma vody v dílech současných výtvarných umělců zobrazená jako proměnlivý přírodní živel, místo pro koupání či kapky elementárního prvku)[50]

2022
- Libčice nad Vltavou, galerie Arto.to v Uhelném mlýně V uzavřeném kruhu: Umění v čase pandemie [51][52]

2021
- Praha, Galerie DOX, Vanitas (výstava více než dvaceti českých umělců ukazuje smrt a umírání jako jeden z námětů současného výtvarného umění)[53]
- Louny, Galerie Benedikta Rejta Krajina+ Obrazy krajiny (společná výstava umělců 19. a 20. století ze sbírek Galerie Benedikta Rejta doplněná díly současných tvůrců s tematikou krajiny)[54]
- Rakovník, Rabasova galerie Středočeské trienále 2021 [55]

2020
- Střítež u Poličky Galerie Kabinet Chaos Axis Mundi Osa světa[34]
- Klatovy Galerie U Bílého jednorožce Voda / Proměny obrazu živlu v českém umění 19.–21. století; autorka vystavuje Suchý strom)[56]
- Liberec Oblastní galerie Krása a půvab (pestré přístupy současných českých autorek k tvorbě s tradičními materiály a hmotou)[57]

2019
- Brno Dům pánů z Kunštátu Stará bydliště (šestnáct českých umělců a architektů se zabývá reflexí stavu české krajiny; výstava připomínala stejnojmennou sbírku básní Ivana Blatného, kde se objevují témata nostalgie a stesku v civilní a křehké poezii nečekaných asocia cí)[58]
- Liberec Oblastní galerie Krása a půvab[59][60]
- Praha Po-up galerie Revoluční 30 : 30 let svobody na vlastní kůži (výstava připomněla řadu významných uměleckých počinů z posledních třiceti let; třicet umělců všech generací se vyjádřili sochou, malbou, videem nebo graffiti třicet let od Sametové revoluce)

2018
- Rakovník Rabasova galerie Středočeské trienále [61][62]
- Klatovy/Klenová Galerie U Bílého jednorožce Obrazy zimy ve výtvarném umění 19.–21. století (130 obrazů zimy v tematických celcích krajiny, města, symbolu, žánru včetně zimních sportů a radovánek, zátiší, náboženského obrazu a Vánoc; autorka vystavuje objekt symbolizující suchá období v krajině)[63]
- Praha Národní technická knihovna Divoká příroda ve zdevastované krajině[64]

2017
- Praha DOX Centrum současného umění Současná umělecká díla v krajině / Krajina, umění a fotografie[65]

2016
- Louny Galerie města Loun Hommage a Zbyněk Sedláček (výstava umělců, jejichž kurátorem byl Zbyněk Sedláček; stmelujícím motivem je prostor kaple v Kovárech, část obce Zákolany)[66]
- Vinařice Hornický skanzen Mayrau Divoká příroda (výstava výzkumného projektu Rekultivace a management nepřírodních biotopů v České republice v letech 2007–2011 ve zdevastované krajině; výstava byla reprízována v Národní technické knihovně v Praze a v Národním zemědělském muzeu v Praze)[67][68]
- Zámek Třeboň Respond (umělci si mohli vypůjčit ze zámeckého depozitáře předměty dle své volby a použít je při realizaci svého díla, divák měl zážitek z nového uměleckého díla vzniklého v místních kulturně historických souvislostech)[69]
- Praha Galerie DOX Krajina, umění, fotografie /Současná umělecká díla v krajině[70][71]
- Plzeň Galerie města Plzně Budiž světlo[72]

2015
- Kostel svatého Antonína Paduánského, Sokolov SOKOLOPEŘENÍ (artefakt Kouř; název výstavy reaguje na to, že je v kostele v Sokolově, Sokolov byl "opeřen" pokusy umělců daných do opery, italsky díla)[73]
- Rakovník Rabasova galerie Středočeské trienále 2015 (autorka vystavovala sochu Hvězdné nebe v jeskyni – Souhvězdí Orion; samet, ruční výšivka, dřevo 142×240×50 cm)[74]
- Litvínov Městská galerie Srdceráj[75]
- Roudnice Galerie moderního umění Schránka pro ducha: výstava k 50. výročí otevření Galerie moderního umění (výstava je dialogem obrazů střední až mladé generace s obrazy ze sbírek Galerie moderního umění; současní umělci rozvíjejí modernistická témata)[76]

2013
- Rakovník Rabasova galerie Rak, hlína, chmel / Ateliér veškerého sochařství Kurta Gebauera[77]

2012
- Rakovník Rabasova galerie Středočeské trienále 2012 (Z cyklu Domácí nehody, 2011, ruční výšivka, textilie, 120×80 cm)[78]
- Litoměřice Galerie ve dvoře Hory, pole, háj[79]

2011
- Praha Uměleckoprůmyslové muzeum Hledání skla[80][81]

2010
- Kladno Zámecká galerie Kladenský salon 2010[82]

2009
- Štěpánkovice-Albertovec Galerie Albertovec Animo Anima[43]
- Rakovník Rabasova galerie Nová síň pod Vysokou bránou Středočeské bienále 2009[83]

2008
- Praha Altán Klamovka Czech action galleries 1990–2009[43]
- Opava Dům umění Snímky (s Kurtem Gebauerem)[43]

2007
- Praha Topičův salón Introcity/Nukleární rodina[84]
- Riga (Lotyšsko) Pohlédnu v jezero hluboko, hluboko (s Ladou Semeckou)[43]
- Praha Galerie Vysoké školy uměleckoprůmyslové Co se dá dělat[43]
- Opava kostel sv. Václava Místa, prostory, mezery[43]
- Příbram Galerie Františka Drtikola Středočeské bienále ´07[85]

2006
- Praha Galerie Vysoké školy uměleckoprůmyslové KunstLandSchaf(f)t[43]
- Litoměřice Galerie ve dvoře Máj je lásky čas[43]
- Strasbourg (Francie) Galerie Hall des Chars Světlo a světlo[43][86]
- Praha Uměleckoprůmyslové muzeum Svět bez kazu[43]
- Kladno Zámecká galerie Kladenský salon 2006 – Bienále malířů, grafiků, sochařů a fotografů[87]
- Praha Galerie Doubner Borderliness [88]

2005
- Praha České muzeum výtvarného umění Zima[43]
- Brusel (Belgie) Pražský dům Pragštěné Bruxellení[43]
- Vinařice Hornický skanzen Mayrau Mezinárodní workshop a výstava[89]

2004
- Kladno areál Poldi Kladno – záporno[43]
- Passau (Německo) Producente gallery Mapy[43]
- Linz (Rakousko) Kurt Gebauer a jeho škola[43]
- Krems (Rakousko) KunstLandShaf(f)t[43]

2003
- Praha Galerie NOD Roxy Zaměstnanost[43]
- Praha Centrum současného umění DOX Sochy pro Prokopské údolí[43]

2002
- Praha Ústav makromolekulární chemie Akademie věd ČR Naše květiny[90]
- Plzeň Galerie města Plzně Iluminace[43]

2001
- Zlín, Státní galerie Prostor K. Gebauer a jeho škola [91]

1998
- Tokio (Japonsko) galerie Aoyama Kurt Gebauer a jeho studenti[43]

1997
- Praha Veletržní palác Umělecké dílo ve veřejném prostoru[43]

## Výstavy ve venkovním prostoru (výběr)
2023

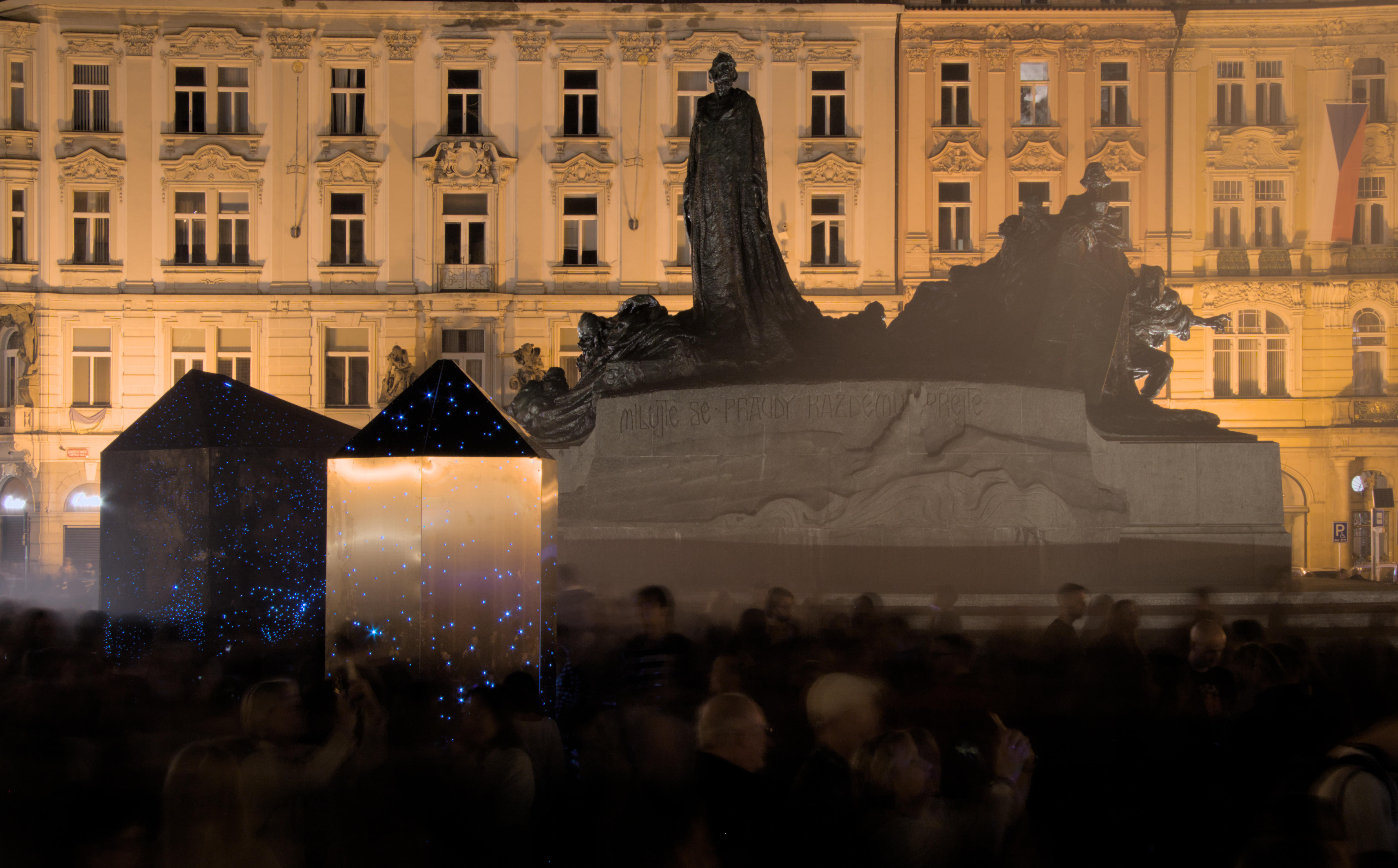
Signal Festival 2023 v Praze, Axis Mundi, autorka Dagmar Šubrtová

- Praha Signal festival (na Staroměstském náměstí autorka vystavovala skulpturu Axis Mundi, mytický termín používaný starobylými civilizacemi k označení nejposvátnějších míst svých náboženství a kultur symbolicky propojujících několik sfér světa – podsvětí, zem a nebesa)[92]
- Klatovy Galerie Klatovy/Klenová Sochy v ulicích Klatov (2. pokračování festivalu Současné umění ve veřejném prostoru města: na deseti místech sochy deseti současných českých sochařů)[93]

2022
- Litomyšl Bohemian Heritage Fund a Městská galerie Litomyšl Litomyšlská veřejná prostranství (3. ročník projektu Plánu B: sochy ve volném prostoru; sochařčina Rekultivace je seskupením rezavých siluet suchých stromů jako symbolu problematiky pokračující civilizační devastace krajiny a potřebou ukázat na aktuální kritiku dlouhodobého zacházení s rozsáhlými plochami krajiny).[94]
- Libčice nad Vltavou Arto,to Galerie Uhelný mlýn V uzavřeném kruhu: Umění v čase pandemie[95]

- Roudnice nad Labem Galerie moderního umění Zmlazení[96]

2019
- Ostrava Landscape Ostrava[97]

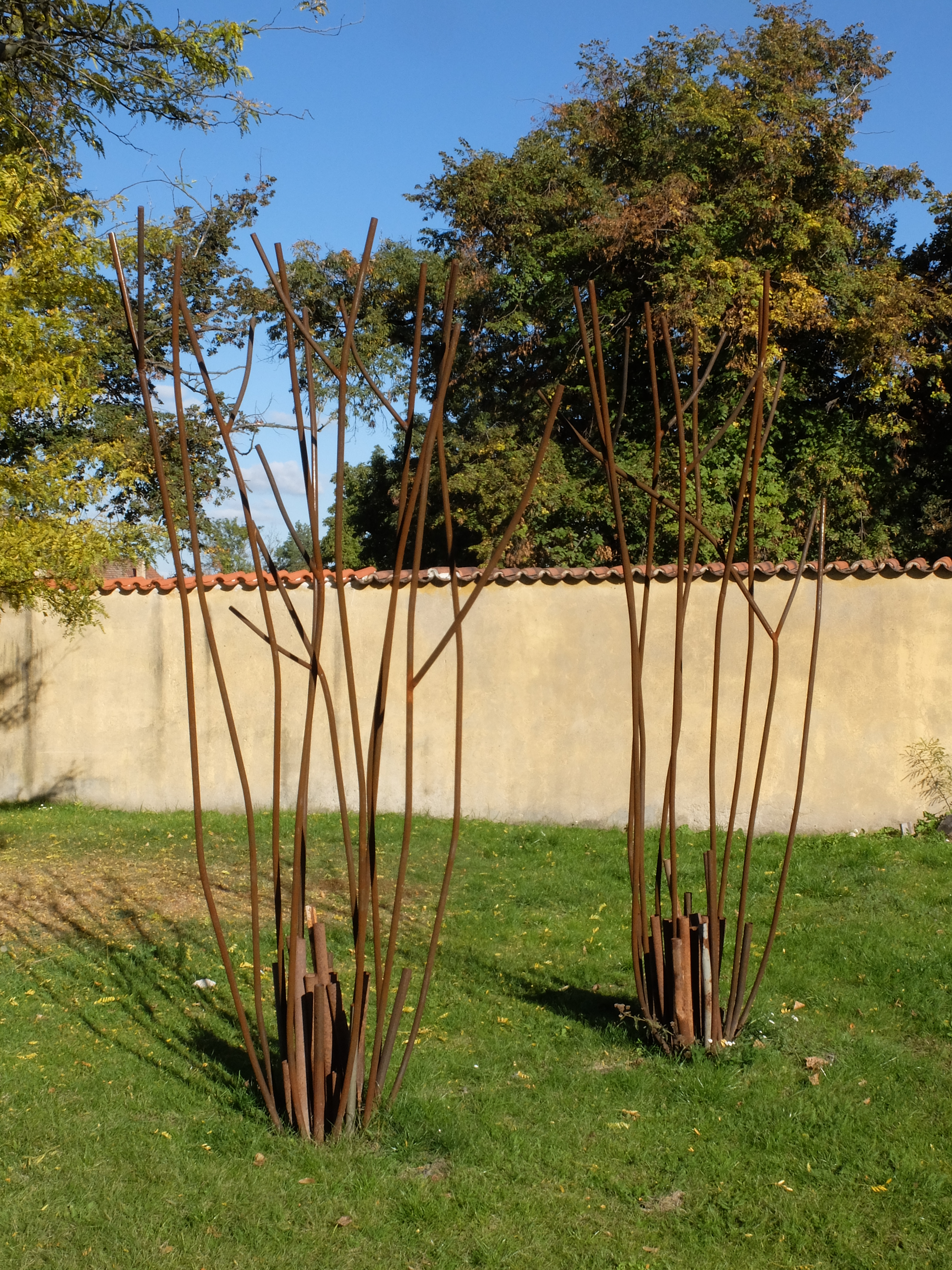
Zmlazení, Galerie moderního umění Roudnice nad Labem

- Praha Galerie Proluka (Praha 10 mezi ulicemi Krymská a Slovenská) Reinstalace (včetně přednášky Tomáše Gremlici)[98]

2017
- Kutná Hora Galerie Středočeského kraje GASK Ten, jenž byl zapomenut (instalace železného keře u vchodu do zahrad GASK)[99]

2016
- Opava Landscape festival Poslední hvězda nainstalována (spolupráce Jan Chuchel)[100]
- Hradec Králové Open air festival Oxygenium mundi [101]

2010
- Litvínov Galerie pod širým nebem The Open-air Gallery[102][103]

2003
- Praha Václavské náměstí Gallery Art Factory Sculpture grande (ústřední téma "Budoucnost Evropy")[104]

## Kurátorské aktivity
Kurátorské aktivity s výjimkou kurátorství v Galerii Makráč Ústavu makromolekulární chemie Akademie věd ČR v Praze 6 a Hornickém skanzenu Mayrau ve Vinařicích u Kladna.
2023
- Praha Valdštejnský palác (chodba místopředsedů) Světový fenomén z Kladna malířky Jitka a Květa Válovy (30. 5. – 12. 6.) Výstava pod záštitou senátorky Adély Šípové za podpory Grafického studia Altair a ateliéru Hoffman[105]

2022
- Kladno Zámecká galerie Narozeniny / Pocta sestrám Válovým (15.12. 2022–19.2. 2023) výstava je součástí Roku sester Válových (100 let od narození), vystavena díla zapůjčená ze soukromých sbírek).[106] Hosté Vladimír Havlík, Jiřina Hankeová, Michaela Horáková, Magdaléna Rajnišová, Adam Rybka, Martina a Pavla Noskovy, Miloš Šejn, Dagmar Šubrtová, František Tomík, Martin Zet
- Libčice nad Vltavou Galerie Arto.to Galerie Uhelný mlýn Dům sester Válových – Jitka a Květa (10.12. 2022–31.1. 2023)[107]
- Praha Galerie Bubec Jitka a Květa Válovy / Práce pro veřejný prostor (6.9.–27.10.) vystaveny mozaiky, malby, reliéfy a skleněné výplně[108]
- Praha (nádraží Masarykovo nádraží, Braník, Řeporyje ad.) a Kladno (nádraží) Mezi meziprostory – Umění v prostoru – Festival m3 - nádražní budovy, železniční tratě a jejich okolí spoluvytvářejí zřetelné mantinely základu konceptu Festivalu m3 – Umění v prostoru a v jejich bezprostředním sousedství vyvstávají významové roviny: sociální, politicko-estetická, architektonická, historická, urbanistická a ekologická[109][110] kurátorky Dagmar Šubrtová a Iva Mladičová

2021
- Jihlava Oblastní galerie Vysočiny v Jihlavě Jitka a Květa Válovy Pod jedním nebem (19. 11. 2021 – 27. 2. 2022); hosté Jiří Petrbok, Klára Spišková, Olbram Zoubek, Josef Žáček[111]

2020
- Rýmařov Galerie Octopus a galerie Pranýř Městského muzea v Rýmařově Dvě těla, jedna duše Jitka a Květa Válovy (3.10. – 29.11.)[112]; kurátoři Dagmar Šubrtová a Michal Vyhlídal

2019
- Praha Městská knihovna Praha, pobočka Opatov Jitka Válová – knižní ilustrace (9. 9. – 7. 10.)[113]
- Kladno Zámecká galerie Jitka a Květa Válovy Z kladenských zápisníků (13. 12. 2019 – 16. 2. 2020)[114]; hosté Jiří Petrbok, Klára Spišková, Miloš Vojtěchovský, Josef Žáček

2016
- Praha Galerie Školská 28, Fotograf Gallery, Galerie Ex Post Frontiers of Solitude v Praze (5. 2. – 4. 3.).[115] Kurátoři Dagmar Šubrtová, Miloš Vojtěchovský, Michal Kindernay
- Jihlava Oblastní galerie Vysočiny v Jihlavě Druhé zastavení na pomezích samot v Jihlavě (31. 3. – 29. 5.).[116] Kurátoři Dagmar Šubrtová, Miloš Vojtěchovský, Michal Kindernay
- Ústí nad Labem Dům Umění Epifanie – Na pomezí samoty (7. 9. – 22. 10.).[117][118] Kurátoři Dagmar Šubrtová, Miloš Vojtěchovský; celého projektu hlavní koordinátorka Dagmar Šubrtová

2012
- Praha Galerie Vysoké školy umělecko-průmyslové Olga Karlíková Slyšené krajiny (25. 10. – 1. 12. 2012).[119][120] Kurátoři Dagmar Šubrtová a Miloš Vojtěchovský

2011
- Galerie Vysoké školy umělecko-průmyslové Praha Kurt Gebauer Zveřejnění (22. 4. – 8. 5. 2011)[121]

2010
- Praha Galerie Vysoké školy umělecko-průmyslové Jitka Válová: Jitka válí (15. 4. – 29. 5.)[122][123][124]

## Katalogy výstav
- Kurt Gebauer: snímky: Dům umění v Opavě 8.4.–18.5.2008; Dagmar Šubrtová: snímky: Dům umění v Opavě 8.4.–18.5.2008. [s.l.]: [s.n.], [2008]. [1] l.
- ŠTEKROVÁ, Andrea. Cirkus umění z léta 2005: Veselí nad Moravou – Uherský Ostroh – Uherské Hradiště: putovní výstava výtvarného, hudebního a divadelního umění. S.l.: s.n., [2005]. 34 s.
- ŠUBRTOVÁ, Dagmar. Dagmar Šubrtová / [Galerie Makráč, Ústav makromolekulární chemie AV ČR v Praze: 20.10.–20.11.2009. [Praha: Grafické studio Altair], 2009. [28] s.
- ŠUBRTOVÁ, Dagmar. Dagmar Šubrtová. Překlad Veronika Hilská. [S.l.]: [s.n.], [2000]. [18] s.
- ŠUBRTOVÁ, Dagmar. Dagmar Šubrtová: na okraji kruhu: Galerie Die Aktualität des Schönen..., Liberec, 14.12.2016–13.1.2017. Liberec: Galerie Die Aktualität des Schönen..., [2016]. 8 nečíslovaných stran.
- ŠUBRTOVÁ, Dagmar. Dagmar Šubrtová: prach země. Libčice nad Vltavou: arto.to galerie Uhelný mlýn, 2019. 38 nečíslovaných stran.
- ŠUBRTOVÁ, Dagmar. Dagmar Šubrtová: Salve vale: Galerie Města Blanska, 11.1.–6.2.2015. [Blansko]: [Galerie Města Blanska], [2015]. 20 stran.
- ŠUBRTOVÁ, Dagmar. Dagmar Šubrtová: ve vrstvách: 2.8.–2.9.2012: [Galerie moderního umění v Roudnici nad Labem. V Roudnici nad Labem: Galerie moderního umění, 2012. 25 s.
- ŠUBRTOVÁ, Dagmar, MIKULÁŠ, Radek a PRIMUSOVÁ, Adriana. Dagmar Šubrtová: Stella Maris. Překlad Stephan von Pohl. Kutná Hora: GASK, 2021. 24 stran.
- VÁLOVÁ, Jitka. Dům sester Válových: Jitka a Květa = House of the Válovy sisters: Jitka nad Květa. Libčice nad Vltavou: Art. to galerie v Uhelném mlýně, 2023. 39 stran.
- VÁLOVÁ, Jitka a VÁLOVÁ, Květa, ŠUBRTOVÁ, Dagmar (ed.). Válovky. Autor úvodu Václav Cílek. Klatovy: Hangár F, 2010. ISBN 978-80-904613-0-7.